# Félix Pyat
Félix Aimé Pyat, dit Félix Pyat, né le 4 octobre 1810 à Vierzon (Cher) et mort le 3 août 1889 à Saint-Gratien, est un journaliste, auteur dramatique, homme politique républicain sous la monarchie de Juillet, la Deuxième République, le Second Empire et la Troisième République. En 1871, il rejoint la Commune de Paris dont il devient l'une des figures marquantes.

## Biographie

### Débuts sous la monarchie de Juillet
Fils d’un avocat d’opinion royaliste, il étudie au collège de Bourges, où il a pour camarade Jules Sandeau, est reçu bachelier à seize ans, et suit des cours de droit de la faculté de Paris. Il devient lui-même avocat en 1831. Entraîné dans le mouvement politique des dernières années de la Restauration, ponctuée de banquets, de solennités, il signala sa hardiesse en portant un toast à la Convention nationale et en remplaçant le buste de Charles X par celui de La Fayette. Puis il se lance dans le journalisme au Figaro (où il fait entrer George Sand), au Charivari et à la Revue démocratique. Il est aussi auteur de pièces de théâtre, dont certaines sont jouées par l'acteur en vogue Frédérick Lemaître.
Séduit par les thèses humanistes de la franc-maçonnerie, il est initié à la franc-maçonnerie, le 19 mars 1844 par la loge parisienne « La Clémente Amitié ». En 1848, il se bat en duel avec Pierre-Joseph Proudhon.

### La Deuxième République et le Second Empire
Après la révolution, le Gouvernement provisoire de la Deuxième République le désigne tout d'abord comme commissaire dans le département du Cher, ayant rang de préfet, après l'obtention par George Sand auprès de Ledru-Rollin la révocation de Michel de Bourges. Il prend ses fonctions le 29 février, en remplacement de Édouard-Joseph-Ennemond Mazères, avant de laisse la place le 23 avril à Jean Bidault. Félix Pyat est mandé au ministère de l'Intérieur, et reçoit, pour succéder à de Bourges, des pouvoirs illimités, et remplit donc pendant un mois les fonctions de commissaire général.

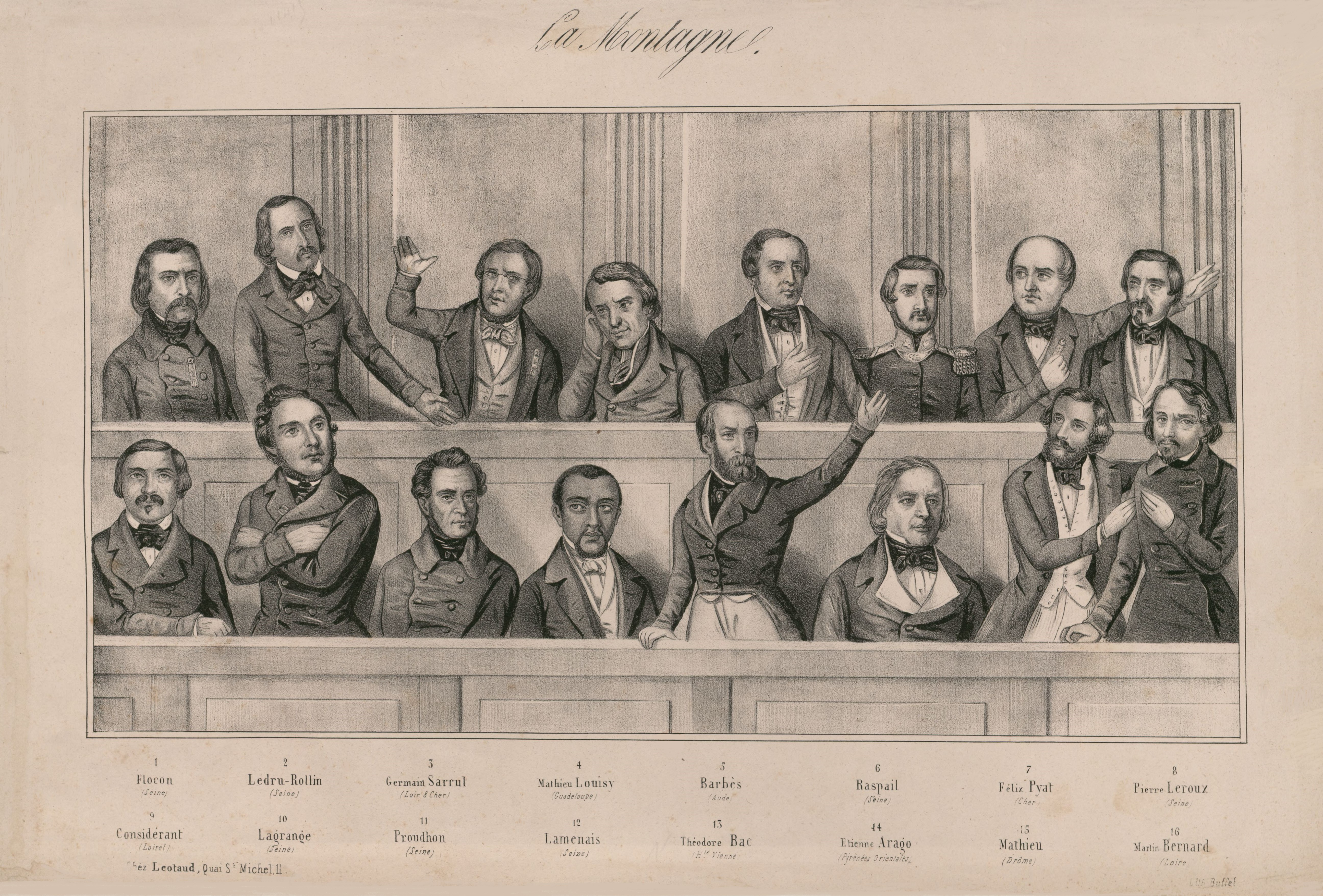
Félix Pyat sur les bancs de l'Assemblée constituante, aux côtés de ses quinze collègues montagnards.

Il s'y fait élire comme député de gauche à l'Assemblée constituante de 1848, où il fait, en septembre, un remarquable discours sur le droit au travail, en réponse à Thiers et à Tocqueville.
Il vote contre le rétablissement du cautionnement et de la contrainte par corps, contre les poursuites contre Louis Blanc et Caussidière, pour l'abolition de la peine de mort, pour l'amendement Grévy, pour le droit au travail, contre l'ensemble de la Constitution, en proposant par exemple le 5 octobre 1848 la suppression de la Présidence de la République, contre la proposition Rateau, pour l'amnistie, contre l'expédition romaine, et pour l'abolition de l'impôt des boissons. Il est opposé en 1848 à l'élection de Louis Napoléon Bonaparte, qui préfigure selon lui une nouvelle royauté.
Puis, aux élections du 13 mai 1849, il est reconduit à l'Assemblée législative : candidat dans le Cher, en première place sur six, il récolte 33 960 voix, arrive aussi à la troisième place dans la Nièvre par 41 786 voix et enfin à la onzième dans la Seine, par 116 185 voix. Il opte pour le Cher, siège à nouveau à la Montagne, à côté de Félicité de La Mennais. Proposé par son groupe pour devenir secrétaire de l'Assemblée, il refuse.
Compromis dans l'émeute du 13 juin 1849, il doit se réfugier en Suisse, puis à Bruxelles et enfin à Londres. Il y fonde le parti révolutionnaire « La commune révolutionnaire » et publie et diffuse de nombreux textes révolutionnaires. Il adhère à l'Association internationale des travailleurs en 1864. Il revient en France en 1869. Il comparaît devant un tribunal le 31 décembre 1869, pour avoir organisé avec Maurice Garreau, Ferdinand Gambon et Marc Amédée Gromier (d)  une réunion électorale publique illégale,. Au lendemain de l'assassinat du journaliste Victor Noir le 10 janvier 1870, il appelle à l'insurrection et repart en exil en Angleterre. Il est condamné, par contumace, à cinq ans de prison par la haute cour.

### La Commune de Paris
Après la proclamation de la République le 4 septembre 1870, il rentre en France et fonde un journal : Le Combat. Le 11 février 1871, par décision du gouvernement de la défense nationale Le Combat est supprimé. Le 8 février 1871, il est élu à l'Assemblée nationale mais en démissionne le 3 mars. En février 1871, il fonde un nouveau journal, Le Vengeur, vite supprimé par le général Vinoy, gouverneur militaire de Paris, mais qui sera rétabli pendant la Commune. Le 26 mars, il est élu au conseil de la Commune. Il fait partie de la Commission exécutive de 1871, de celle des Finances et du Comité de salut public (du 1er au 8 mai). Il ne participe pas à la Semaine sanglante et rejoint Londres. Il revient en France après l'amnistie de 1880.

### Sous la Troisième République
De retour en France, il fonde le 20 septembre 1880 avec les anciens communards Gustave Paul Cluseret, Léo Melliet, Pierre Vésinier, Charles Ferdinand Gambon et Eugène Protot, le journal La Commune (qui ne durera que deux mois). Dans de nombreux articles, Pyat va dénoncer « la collaboration masquée » de Ferdinand Lassalle et de Karl Marx avec Bismarck, s'insurger contre les « pseudo-socialistes d'outre-Rhin » (allemands) comme Karl Liebknecht « dont les palinodies ne se comptent plus » et s'attaquer au Parti ouvrier français (POF) en lui reprochant la mollesse de son programme. Aussi, il est à noter que, durant son exil à Londres avec Vésinier, Pyat « intriguera contre le Conseil général de l'Internationale » et que Karl Marx le surnommera « le mauvais génie de la Commune » tandis que Jenny Marx le traitera de « vulgaire gueulard ».
Elu sénateur du Cher en 1887, il participe ainsi à l'élection présidentielle du 3 décembre 1887 sous les couleurs du groupe de l'Extrême gauche mais échoue avec 0,24 % des voix au premier tour, et 0,12 % au second,.

Il devient député des Bouches-du-Rhône en 1888 par 40 273 voix, face au monarchiste Ed. Hervé, à l'opportuniste Henry Fouquier, et au général Boulanger. Il siège à nouveau dans le groupe Extrême gauche. À la fin de la session, il vote contre le rétablissement du scrutin d'arrondissement, contre l'ajournement indéfini de la révision de la Constitution, contre les poursuites contre trois députés membres de la Ligue des patriotes, contre le projet de loi Lisbonne restrictif de la liberté de la presse, et il s'abstient sur les poursuites contre le général Boulanger, parce qu'il trouvait « la juridiction de la Haute Cour antirépublicaine, impopulaire et dangereuse, la seule juridiction possible étant la juridiction militaire ». Aussi, en 1888, il réitère ses propos sur les socialistes allemands :
« M. Bebel (Auguste) s'est trompé, au moins quant à mon opinion. Je pense mieux me connaître qu'il ne me connaît. Or donc, je ne suis pas plus anarchiste que lui (...) Sans doute mon socialisme diffère du sien : Je suis Français, il est Allemand ! Telle race, telle foi ! Je crois aux principes de la Révolution française : Liberté, Egalité, Fraternité : je crois au droit des faibles et au devoir des forts ; je crois à un idéal plus haut et plus juste que la force primant sur le droit, à une loi supérieure à la lutte pour l'existence : la loi de la lutte pour la justice, ce qui n'est sans doute ni darwinique, ni diabolique, mais voltairien et humain. Ce socialisme national, je l'ai opposé au socialisme étranger dans l'article « Naturalisme et socialisme » publié en novembre dernier par la Revue de Paris, et l'auteur allemand prend sa revanche contre l'auteur français. Salut confraternel ».
Félix Pyat meurt le 3 août 1889, à Saint-Gratien dans une petite maison qu'il habitait depuis 1881.

## Hommage
Marseille a donné le nom de Félix Pyat à une rue du 3e arrondissement de la ville. D’autres ville en font de même, telles que Champigny-sur-Marne, Salon de Provence, Bourges, Vierzon, La Rochelle, Toulon, et Puteaux.
Dans ces rues, des écoles portent aussi son nom, telles que l’école maternelle publique de Puteaux, et l’école primaire de Marseille.

## Principales publications
- Œuvres de Claude Tillier, précédées d’une introduction par M. Félix Pyat. 4 vols. Nevers: C. Sionest impr.-éditeur 1846.
- Lettres d'un proscrit. La vile multitude. Le prince Tityre. Lettres à Barbès, à M. Chambord, 13 juin. Aux électeurs de la Seine, de la Nièvre et du Cher, Paris, 1851, 2 vol (lire en ligne).
- Loisirs d'un proscrit. Lettre au général Changarnier. Vive la République. Samedi et dimanche. Les carabiniers royaux. L'espion Schnepp, Paris (lire en ligne).
- La Folle d'Ostende (1886)

### Articles
- Marie-Joseph Chénier et le prince des critiques (dans le journal La Réforme), Paris, 1844 (lire en ligne), lire en ligne sur Gallica

### Théâtre
- Une révolution d'autrefois, ou les Romains chez eux, pièce historique en 3 actes et en prose, avec Théodose Burette, Paris, théâtre de l'Odéon, 1er mars 1832.
- Le Brigand et le philosophe, drame en 5 actions, avec 1 prologue en 2 parties, avec Auguste Luchet, Paris, théâtre de la Porte-Saint-Martin, 22 février 1834.
- Ango, drame en 5 actes, 6 tableaux, avec un épilogue, avec Auguste Luchet, Paris, théâtre de l'Ambigu-Comique, 29 juin 1835.
- Les Deux Serruriers : drame en 5 actes, Paris, théâtre de la Porte-Saint-Martin, 25 mai 1841 (lire en ligne).
- Cédric-le-Norwégien : drame héroïque en 5 actes, Paris, théâtre de l’Odéon, 26 février 1842 (lire en ligne).
- Mathilde, drame en 5 actes, avec Eugène Sue, tiré de Mathilde, Mémoires d'une jeune femme, Paris, théâtre de la Porte-Saint-Martin, 24 septembre 1842 lire en ligne sur Gallica
- Diogène : comédie en 5 actes, précédée d'un prologue, Paris, théâtre de l’Odéon, 6 janvier 1846 (lire en ligne).
- Le Chiffonnier de Paris : drame en 5 actes et 1 prologue (12 tableaux), Paris, théâtre de la Porte-Saint-Martin, 11 mai 1847 (lire en ligne).
- L'Homme de peine, drame en 5 actes, 9 tableaux, Paris, théâtre de l'Ambigu-Comique, 24 février 1885 lire en ligne sur Gallica.
- Publication du « Médecin de Néron », drame publié aux Editions l'Harmattan en 2010. Une conférence publique fut donnée par Guy Sabatier fut à Vierzon la même année. La médiathèque de la ville en possède un enregistrement.

## Autres
Il est l'auteur en 1856 de la Lettre à Marianne, pastiche de l'Ave Maria, parfois citée par l’ancien président de l’Assemblée nationale Jean-Louis Debré :

« Salut Marianne pleine de force, le peuple est avec toi. Le fruit de tes entrailles, la République, est béni. Sainte Marianne, délivre-nous vierge de la liberté, des rois et des papes. Ainsi soit-il. »

### Adaptations cinématographiques
Son mélodrame à succès Le Chiffonnier de Paris, transformé en 1886-1887 en roman-feuilleton, publié dans Le Radical, puis dans Le Cri du peuple, puis dans un gros volume posthume aux éditions Fayard dans les années 1890, a été adapté deux fois au cinéma :
- en 1913 : Le Chiffonnier de Paris d'Émile Chautard, avec Edmond Duquesne, Renée Sylvaire, Louis Paglieri et René Maupré, ce dernier jouant aussi dans le film de Serge Nadejdine en 1924.
- en 1924 : Le Chiffonnier de Paris de Serge Nadejdine, avec Nicolas Koline, Hélène Darly, Francine Mussey, René Maupré et Paul Ollivier.

### Notices biographiques
- Jules Clère, Les hommes de la Commune : Biographie complète de tous ses membres, Paris, Libraire-éditeur É. Dentu, 1871, xiv-195, 1 vol. in-18 (OCLC 457798492, lire en ligne sur Gallica), p. 134-141
  - Jules Clère, Les hommes de la Commune : Biographie complète de tous ses membres, Paris, Libraire-éditeur É. Dentu, 1871, 4e éd. (1re éd. 1871), vi-215, 1 vol. in-18 (lire en ligne sur Gallica), p. 149-157
- Paul Delion, Les membres de la Commune et du Comité central, Paris, A. Lemerre éditeur, août 1871, 446 p. (lire en ligne sur Gallica), p. 172-180
- « Félix Pyat », dans Adolphe Robert et Gaston Cougny, Dictionnaire des parlementaires français, Edgar Bourloton, 1889-1891 [détail de l’édition]
- Bernard Noël, Dictionnaire de la Commune, Coaraze, L'Amourier éditions, coll. « Bio », avril 2021 (1re éd. 1971), 799 p. (ISBN 978-2-36418-060-4, ISSN 2259-6976, présentation en ligne), p. 664-666
- « Notice Pyat Félix [Pyat Aimé, Félix, (parfois surnommé Pontivy, parfois écrit Piat Félix)] », sur maitron.fr, Le Maitron, dictionnaire bibliographique du mouvement ouvrier et du mouvement social, Association Les Amis du Maitron (consulté le 17 août 2021)